# ストウの聖メアリー教会
リンゼイ村ストウの聖メアリー教会 (英語: The Minster Church of St Mary, Stow in Lindsey) はリンカンシャーの主要なアングロサクソン時代の教会で、イングランド最大・最古の教区教会の１つである。この教会はもともとリンゼイ教区の司教座聖堂として務め、7世紀に建設され、「リンカンシャー州の母教会」として呼ばれている。
この教会は一部がサクソン様式、一部がノルマン様式で建てられており、イングリッシュ・ヘリテッジによってグレードIの指定建造物に指定されているほか、2006年にワールド・モニュメント財団が発表した最も危機に瀕しているワールド・モニュメント・ウォッチ・リスト100選にも含まれている。この教会には、当時の英国で最も高いサクソン様式のアーチ、イングランドで最古のものと知られるヴァイキングの落書き（おそらく10世紀のものと思われる、オール付きのヴァイキング帆船の雑なひっかき落書き）、異教のシンボルが基盤の周りに付いた9本の支柱の上に立つ初期イングランドの洗礼盤、そして聖トマス・ベケットに捧げられた初期の壁画がある。
現在では、ストウ教派の1つである。

## 歴史

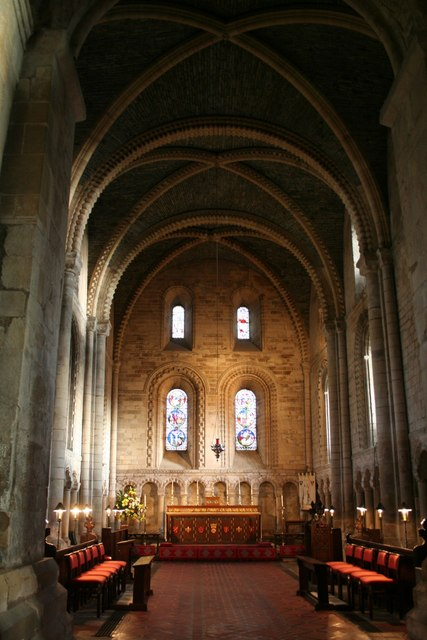
聖メアリー教会の内陣

シドナスター（シデンシス）の司教座は、現在のイングランドのリンカンシャーにあるケスター、ラウス、ホーンキャッスル、そして最も一般的にはストウに置かれてきたが、様々な評論家によるとその場所は不明のままである。近年では、リンカンがその場所である可能性を示唆されている。
ストウには870年のデーン人到来以前から教会があり、同年に教会が焼失したと記録されている。建物は廃墟のままだったが、1040年に司教エアドノス2世によって修道院が再建されたと伝えられている。
ラルフ・デ・ディセトは、この教会の創建は、975 年頃、ドーチェスター司教のエルノサス・リンカニエンシス (アエルフノスである可能性が高い) によるものだとしている。彼はこの教会を、以前の木造サクソン式教会の跡地に、彼の大教区内にあるリンカンシャーの大寺院 (または母教会) として建造した。この教会は司祭の司教一族 (後の大聖堂総会) の一部がストウに住み、この教区を管轄していたため、2つ目の大聖堂であった。この時代の記憶から、ストウがリンカン大聖堂の母教会であるという言い伝えが生まれた。
聖メアリー教会は、1054年にウルフヴィッヒの奨励を受けたレオフリックとゴディヴァによって、司教をトップとする世俗の聖職者（キャノン）の大寺院として再設立され、再寄付されたと言われている。 1091 年、フェカンのレミギウスはこの教会をベネディクト会修道院であるストウ修道院として再設立し、エインシャム修道院から修道士を連れてきたが、教会は長い間放置され廃墟となっていたという記述がある。 その後5年間で彼の後継者が修道士たちを元の場所に戻し、聖メアリー教会は教区教会となった。

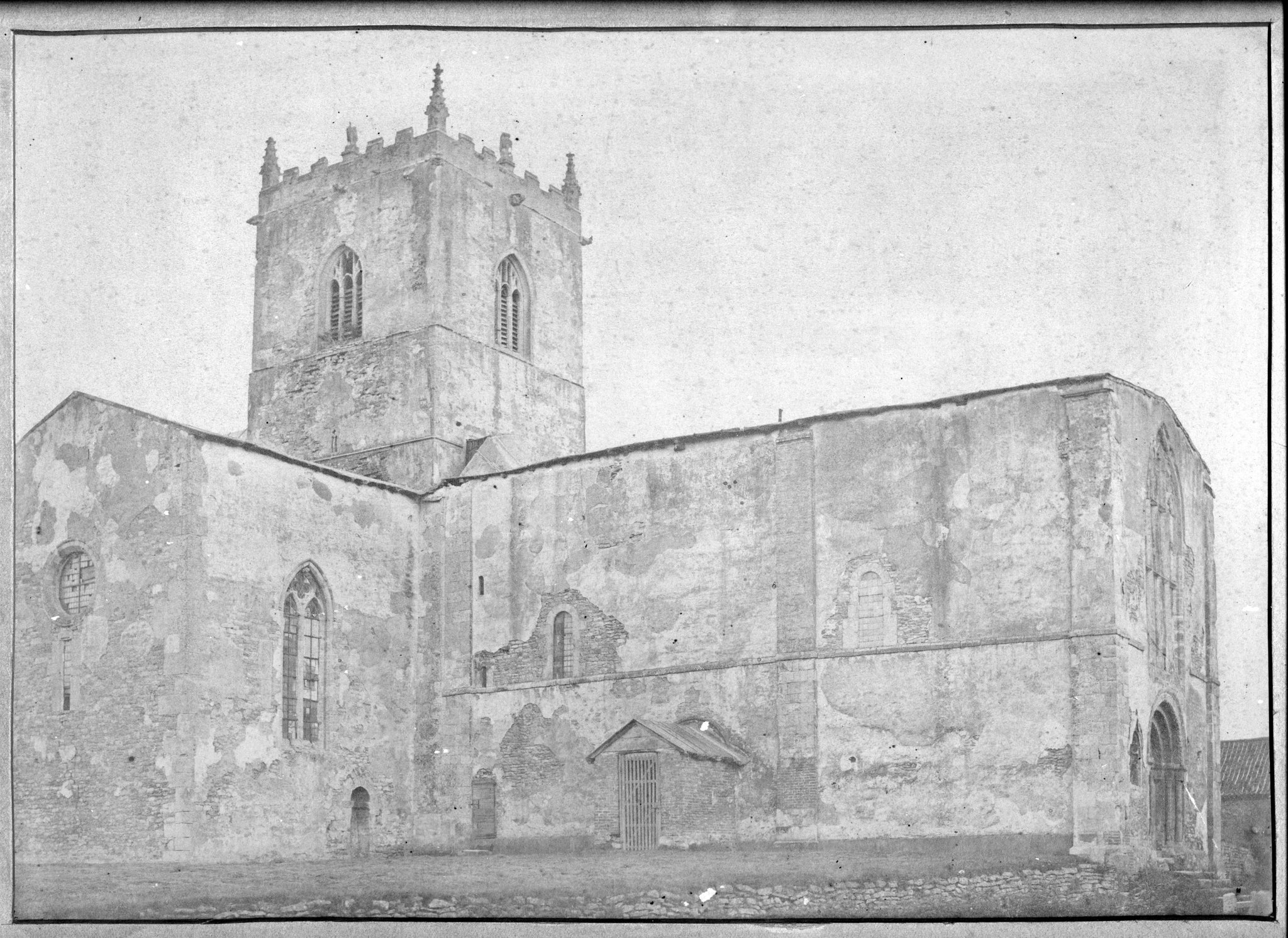
1865年の、ピアソンによる修復前の大寺院

1865年にJ.L.ピアソンが教会の外に階段状の小塔を建てた。これはもともと教会内の、塔のアーチの北側にある身廊の中にあった。同時に、いくつかの窓が改築され、教会の屋根も付け替えられた。1990 年代初頭には新しい聖具室が追加された (作業中に複数の頭蓋骨と13 世紀の石灰岩でできた壊れた十字架が見つかった)。
村を西へ1マイル、ティルブリッジ レーンとして知られるリンカンからヨークへ向かうローマ街道のすぐ南に、1336 年に建てられた中世のリンカン司教公邸跡が残っている。現在見られるのは堀の土塁と、土塁の北と東にある関連する中世の養魚池だけである。

## 保存問題
この教会はグレードIの指定建造物であり、2006年にワールド・モニュメント財団が発表した最も危機に瀕しているワールド・モニュメント・ウォッチ・リスト100選にも含まれている。この遺跡は指定モニュメントでもあるが、建物自体は指定から除外されている。
保存で必要な第一段階は耐候性対策であり、その後は内部の装飾と言われている。この作業は完了までに少なくとも10年かかり、現在の価格で200万〜300万ポンドの費用がかかると推定されている。

## 参照
- List of ecclesiastical restorations and alterations by J. L. Pearson

## 引用
1. 1 2 3  GENUKI. “Genuki: Stow in Lindsey, Lincolnshire” (英語). www.genuki.org.uk. 2024年11月23日閲覧。
2. 1 2  “CHURCH OF ST MARY, Stow - 1146624 | Historic England” (英語). historicengland.org.uk. 2024年11月23日閲覧。
3. ↑  “Parish church on world risk list” (英語). (2005年6月28日) 2024年11月23日閲覧。
4. ↑   Giles, Lt-Col Sir Oswald (Bissill), (11 April 1888–4 Aug. 1970), DL; Chairman of Holland County Council, Lincolnshire, 1945–63, retired, Oxford University Press, (2007-12-01) 2024年11月23日閲覧。
5. ↑  “Welcome to Stow Minster” (英語). Welcome to Stow Minster (2021年2月22日). 2024年11月23日閲覧。
6. 1 2  Jeffery, Paul (31 March). England's Other Cathedrals. History Press Limited. p. 45. ISBN 978-0-7524-9035-9
7. ↑  Lapidge, Michael; Blair, John; Keynes, Simon; Scragg, Donald (2 October). The Wiley Blackwell Encyclopedia of Anglo-Saxon England. John Wiley & Sons. p. 294. ISBN 978-1-118-31609-2
8. ↑  “"Lincolnshire and the Danes"”.   Criddle, Peter. 2024年11月23日閲覧。
9. 1 2  “Houses of Benedictine monks: The abbey of Stow”.   University of London.. 2024年11月23日閲覧。
10. ↑  “"Site of a college and Benedictine Abbey, St Mary's Church (1012976)"”.   National Heritage List for England. 2024年11月23日閲覧。
11. ↑  “Restoration”.   Stow Minster. 2024年11月23日閲覧。